# Egeltasjön
Egeltasjön är en sjö i Halmstads kommun i Halland och ingår i Genevadsåns huvudavrinningsområde. Sjöns area är 0,03 kvadratkilometer och den är belägen 150 meter över havet.